# 比利時戰役
比利時战役是第二次世界大战中，德軍于1940年5月10日入侵荷兰、比利时、卢森堡和法國的法国战役的一部分，历时18天，至5月28日以比利时军队投降结束。
1940年5月10日，德意志國防軍实施黄色方案（Fall Gelb）入侵荷兰、卢森堡和比利时。盟军采用事先制定的D计划（Dyle Plan），以期在比利时中部迎击德军主力。法国在5月10日至12日之间将最精锐的盟军部队部署在比利时后，德军采用曼施坦因计划，实施黄色方案的第二步：德軍绕过比利时中部的盟军主力，从比利时南部的阿登森林地区向英吉利海峡推进，并在5天后到达；形成对盟军的包围。比利时军队于1940年5月28日投降。
比利時戰役包括了阿尼戰役和埃本-埃美爾要塞戰役。整個二戰初期最大規模的坦克戰就在阿尼發生。而在埃本-埃美爾，德軍採用空降傘兵的方式，成功奪取該要塞。
德國官方纪录指出在18天的战斗中，比利时军队是強勁的對手，又提及他们戰鬥表現“极其勇敢”。比利时军队在盟軍從歐州撤退後崩潰，自此比利时便被德國佔領；直至1944年，盟軍進攻歐州後該國才獲解放。

## 战前计划

### 比利时的盟友
比利时防止德軍入侵的計劃面臨政治和軍事上的困難。在軍事策略方面，比利時人不願把所有資源用於加強與德國的邊界的防禦（馬其諾防線的延伸），這樣令比利時更易遭受來自後方（荷蘭）的攻擊。這種策略也要依頼法國軍隊迅速移入比利時，支援當地駐軍才能成功。而在政治方面，比利時人不信任法國人。菲利普·貝當元帥曾於1930年10月及1933年1月時提出法國軍隊利用比利時作跳板攻擊德國魯爾區。比利時害怕行動會演變成全面戰爭，而法國-蘇聯互助條約的簽訂則令他們害怕被捲入法德兩國的戰爭。另外，法國-比利時協議規定，如德國政府宣佈動員，比利時也須動員。但該協議沒有規定比利時在德國入侵波蘭的情況下需要動員。。
比利時人更願意和英國結盟。在第一次世界大戰期間，英國因德國入侵比利時，損害其中立地位而向德國宣戰。比利時的港口在一戰時曾為德意志帝國海軍提供寶貴的基地，若德國海軍和德國空軍成功奪取這些基地，他們便有能力對英國進行戰略攻擊。但英國政府很少理會比利時人的擔憂。英國政府的態度使比利時在德軍重新佔領萊茵非軍事區前一天退出西方盟國。英法對德軍重新佔領萊茵非軍事區行動採取的態度令比利时感到，兩國都不願為比利时的戰略利益而戰。比利時總參謀部於是決定為保障自己的利益，有必要時可單獨作戰。

### 比利時在盟軍戰略中的地位
法國人對於利奧波德三世在1936年10月宣布比利時中立感到憤怒。法國陸軍認為這種宣佈嚴重破壞其戰略假設，這令法國不能保護比利時的東部邊界，令法國人不能在德國發動攻擊前得到預警。法國人十分依賴比利時願意提供多大程度上的合作。在比利時不願合作的情況下，法國不能在比利時境內準備防禦。由於他們希望避免和德國裝甲師交戰，法國不希望這種情況出現。法國曾考慮若被德國攻擊便立刻入侵比利時。即使不願和法國合作，比利時人也感到德軍所造成的危險，他們祕密地修改國防政策；及向法國駐布魯塞爾武官提供部隊運動的信息，通信，防禦工事位置，情報和安排空中偵察。
盟軍若依照D計劃向比利時提供援助；其部隊包括法國裝甲師。而盟軍的防守策略中十分依賴比利時東部地區（默茲- 阿爾伯特運河防線，和保衛斯凱爾特河口）的軍隊，連接法軍在該國南部的防禦；而比利時部隊則負責保衛根特和安特衛普，令計劃看來十分完善。但這計劃的弱點是，放棄比利時東部地區；令盟軍後方過於接近前綫；而英國方面，他們位於比斯開灣的通信點將與前綫平行。儘管實行計劃有被包抄的風險，法國指揮官莫里斯·甘末林批准該計劃後，一直至戰爭爆發時仍是盟軍的軍事戰略。
英國並沒有派軍隊到比利時，又忙於重整軍備，於是沒有挑戰法國的策略。甴於沒有能力反對法國領導盟軍的地位，英國的戰略主要是戰略轟炸魯爾工業區。

### 比利時的軍事策略
在比利时正式退出西方盟國后，比利时政府因免損害其中立地位，拒絕和英法官員進行會談。比利時人並不認為德國入侵是不可避免的，他們認為加強列日地區的防禦，興建埃本-埃美爾要塞等一系列新防綫能有效阻擋德軍入侵。在1933年1月希特勒上台後，比利時人开始重新修建接近德國邊境一帶的防綫。隨着德國退出國際聯盟，拒絕承認和執行凡爾賽條約及違反羅加諾公約，比利时政府的警覺性也隨之增加。比利时政府开始增加用於現代化其位於那慕爾及列日要塞的开支。他們在馬斯特里赫特運河上興建新防綫，把默茲、斯凱爾特和阿爾伯特運河連在一起。而保護比利時東部前綫，破壞道路系統的任務被交給新部隊（"Chasseurs Ardennais"，阿登猎兵团）.。在1935年時，比利時的防禦準備工作便全部完成。
即使如此，比利時軍方覺得其防禦仍然不足以抵擋德國的進攻。他們需要大量後備軍保衛其後方，他們覺得若德國軍隊突然襲擊，會有兵力不足的情況。他們也需要大量人力資源，但一延長軍伇和改善訓練的法案不被公眾接納；公眾認為這會增加比利時對英法的軍事承諾，同時也想避免盟軍要求介入他們自己的衝突。
利奧波德三世在1936年10月14日向部長會議發表演說，試圖說服人民需重新武裝。他說明了比利時需重新武裝三點原因：

1. 德國重整軍備。加上意大利和蘇聯的重新武裝，已令其他即使是和平主義的國家，如瑞士和荷蘭，採取特殊的預防措施。
2. 技術的進步。戰爭已因此產生巨大的變化，特別是在航空和機械化方面。對比利時這些小國來說，武裝衝突一旦开始，其力量、速度和幅度都是驚人的。
3. 德國閃電式重新佔領萊茵蘭。我們擔憂這行為已令可供德國入侵的基地移到我們邊境附近。

1937年4月24日，法國和英國發表公開聲明，指比利時的安全對西方盟軍來說極為重要；英法會保衛自己的邊界、反對任何形式的侵略；不論這種侵略只針對比利時，或從該國獲得基地，用作對“其他國家”發動戰爭。在這種情況下，比利時不需再遵守洛迦諾公約下的義務；而可從英法獲得援助，在德國對波蘭的侵略中，英國和法國對比利時實行保護。
在軍事上，比利時人認為德國國防軍比自己盟國的實力更強。但如果比利時和盟軍對抗，便會令比利時在沒有盟友的情況下變成戰場。比利時和法國對於敵對行為發生時應採取什麼行動感到混淆。比利時決心保衛阿爾伯特運河和默茲附近的邊境，直至法軍增援為止，但甘末林不願把法軍部隊推進至該處。他擔心戰況會像1914年時一樣，比利時軍隊被趕出防綫及被迫撤退至安特衛普。事實上按比利時人的計劃，保衛邊境的部隊將向南撤退與法國部隊會合。比利時沒有把該計劃告訴甘末林。比利時人雖有擔心，但D計劃也有其優勢。盟軍不會向斯海爾德河推進、與德軍在法國-比利時邊境交戰，這樣盟軍在比利時中部戰綫縮短70（43英里）；令盟軍有較多部隊用作戰略後備。這樣可以保護更多比利時領土，尤其是該國東部的工業區。該計劃也有吸收荷蘭和比利時軍隊單位（包括20個比利時師）的優勢。甘末林的D計劃失敗後，他便用了這些參數辯護該計劃。
1940年1月10日，1架載着德國陸軍少校赫爾姆斯的德軍梅塞施米特Bf 108飛機，被迫降在比利時馬斯特里赫特北面的馬斯梅赫倫（梅赫倫事件），該軍官攜帶着德軍進攻西歐的初步計劃；該計劃與甘末林預期的一樣，是一戰施里芬計劃的翻版。在該計劃中，德軍將向比利時推進（德軍計劃中包括荷蘭），最後進攻法國。該計劃只是佔領低地國家，以獲基地用作進攻。
比利時人懷疑德國人有詭計，但他們認真進行原定的計劃。比利時的情報人員及駐科隆武官正確地指出德國不會利用這個計劃進行入侵。他提出德國將嘗試通過阿登地區、進攻加萊，及把在比利時的盟軍包圍。比利時人也正確預測德國將嘗試以大包圍方式摧毀敵人。而這正是曼施坦因入侵低地國家的計劃。
比利時最高統帥部曾警吿英法德國可能採取曼施坦因計劃進行入侵。他們擔心D計劃將不只將對比利時的戰略地位構成危險，甚至連整個盟軍戰線的左翼也有危險。利奧波德三世和拉烏爾·範將軍，並於3月8日和4月14日的警告甘末林和法國陸軍指揮部，但他們的警吿沒有被法國方面理會。

### 比利时的防御计划
比利时在《德国侵略时的计划》规定：

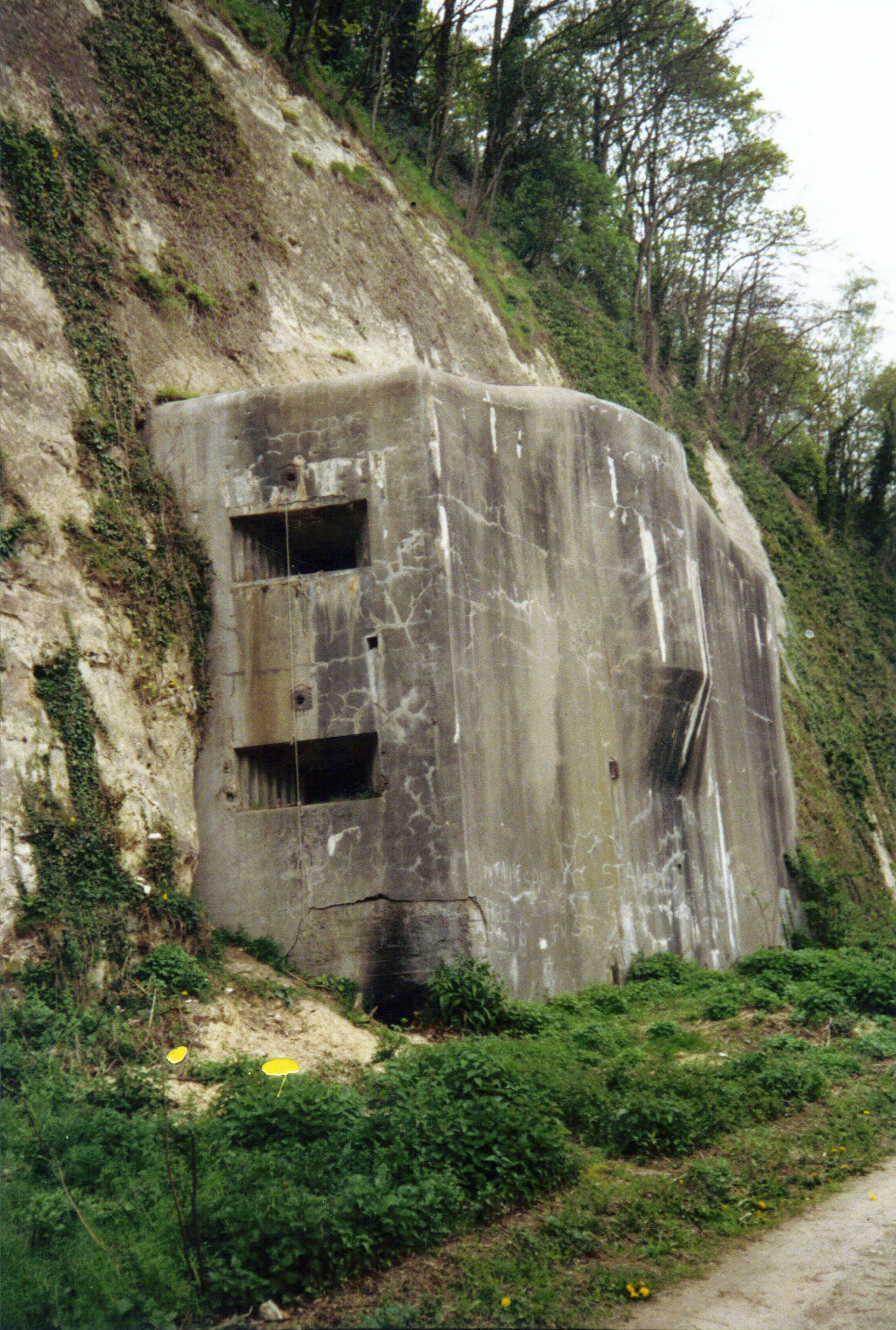
比利时希望利用埃本·埃美尔要塞尽可能拖延德军的脚步

- （a） 从安特卫普到列日的阿尔伯特运河和从列日到纳穆尔的默兹运河沿线的一个延迟阵地，其坚守时间足以让法国和英国军队占领安特卫普-纳穆尔-日韦线。预计保证国的部队将在入侵的第三天开始行动。

- （b） 撤至安特卫普-纳穆尔阵地。

- （c） 比利时军队将占领该地区——不包括鲁汶，但包括安特卫普——作为盟军主要防御阵地的一部分。

根据与英国和法国军队达成的协议，亨利·吉罗指挥的法国第7军将挺进比利时，如果可能的话，经过泽兰的舍尔德河口，到达荷兰的布雷达。英国陆军的英国远征军（BEF）由约翰·韦勒克将军指挥，将占领布鲁塞尔-根特缺口的中心阵地，支持比利时陆军，占据布鲁塞尔以东约20公里（12英里）的主要防御阵地。环绕安特卫普的主要防御阵地将由比利时人保护，距离城市仅10公里（6.2英里）。法国第7军将抵达荷兰边境内的泽兰或布雷达。然后，法国将能够保护比利时军队保护安特卫普的左翼，并威胁德国的北部侧翼。
再往东，在阿尔伯特运河沿岸的直接战术区建造了延迟阵地，该战术区与马斯特里赫特以西的默兹防御区相连。这条线向南倾斜，一直延伸到列日。马斯特里赫特-列日的缺口得到了严密的保护。埃本·埃梅尔堡守卫着该市的北侧，这个坦克郡位于占领该市的比利时军队的战略纵深，也是进入该国西部的轴心。进一步的防线向西南延伸，覆盖了列日-那慕尔轴线。比利时军队还获得了法国第1军的额外优势，他们在覆盖桑布尔河区的远征军南翼向让布卢和阿尼推进。这弥补了比利时在迪勒线上的主要阵地和南面的那慕尔之间的防御缺口。再往南，法国第9军向默兹河上的日韦-迪南轴心推进。法国第2军负责最后100公里（62英里）的战线，覆盖色当、下默兹、比利时-卢森堡边境和马奇诺防线的北侧。

### 德国行动计划

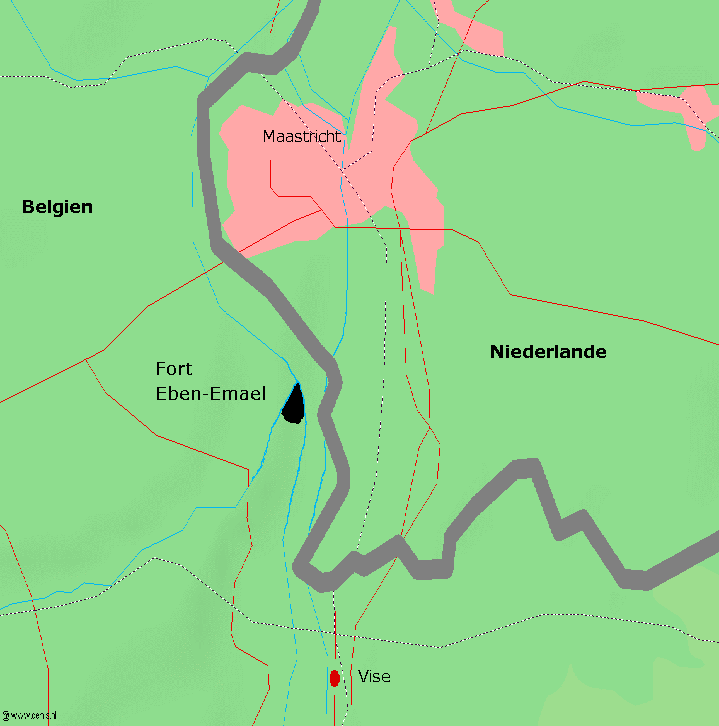
埃本·埃美尔要塞位置图，该要塞负责保护通往比利时的战略桥头堡

德国的进攻计划要求B集团军群推进并将盟军第一集团军拖入比利时中部，而A集团军群则通过阿登进行突袭。比利时将充当次要战线。B集团军群的装甲和机动部队数量有限，而该集团军的绝大多数由步兵师组成。到达英吉利海峡后，所有装甲师和大多数机动步兵都从B集团军群中撤出，交给A集团军群，以加强德国的通信线路，防止盟军突围。
如果不能在比利时迅速取得足够的优势，迫使盟国对抗两条战线，这一计划仍将失败。阻止这种情况发生的是埃本-埃美尔要塞和阿尔伯特运河的防御。运河上的三座桥梁是B集团军群高速前进的关键。比利时的Veldwezelt、Vroenhoven和Kanne以及荷兰边境的马斯特里赫特的桥梁是袭击目标。如果未能占领这些桥梁，沃尔特·冯·赖歇瑙的德国第6軍團，即B集团最南端的军队，将被困在马斯特里赫特-阿尔贝运河飞地，并遭受埃本·埃梅尔要塞的炮火袭击。这座要塞必须被占领，要么被摧毁。
阿道夫·希特勒召见了弗利格师（第7航空师）的库尔特·斯图登特中将讨论袭击策略。最初有人建议，在陆地部队靠近之前，由空降部队进行常规降落伞降落，以夺取并摧毁要塞的火炮。这样的建议被拒绝了，因为容克Ju 52运输速度太慢，很可能容易受到荷兰和比利时高射炮的攻击。被否决的其他因素是天气条件，这可能会让伞兵远离要塞，并将他们分散得太广。Ju 52仅在最低操作高度下降了7秒，就导致了300米以上的分散。
希特勒注意到了防御系统中的一个潜在缺陷。屋顶是平的，没有保护；他要求知道像DFS 230这样的滑翔机是否可以降落在屋顶上。学生回答说，这是可以做到的，但只有12架飞机和白天；这将把80-90名伞兵送上目标。希特勒随后透露了使这一战略行动发挥作用的战术武器，引入了“空心装药”——一种50公斤（110磅）的爆炸性武器，可以摧毁比利时的炮位。这支战术部队率先进行了历史上第一次战略空降行动。

## 参与部队

### 比利时军队

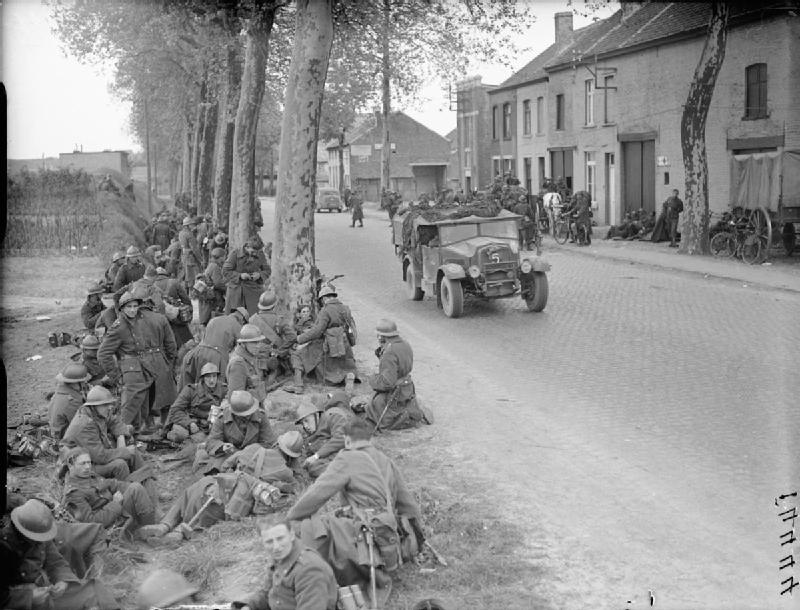
在路边休息的比利时军队

比利时军队可以召集22个师，其中包括1338门火炮，但只有10辆AMC 35坦克。然而，比利时的战车包括200辆T-13坦克歼击车。它们有一门出色的47毫米反坦克炮和一门同轴的FN30机枪。比利时人还拥有42架T-15。它们被官方描述为装甲车，但实际上是全履带坦克，配有13.2毫米炮塔机枪。比利时的标准反坦克炮是47毫米FRC，由卡车或全履带装甲Utilitie B牵引车牵引。一份报告称，47毫米火炮的一发子弹直接穿过一辆Sd kfz 231，并穿透了它后面的四号坦克的装甲。这些比利时火炮比法国和德国的25毫米和37毫米火炮要好。
比利时人于1939年8月25日开始动员，到1940年5月，他们组建了一支由18个步兵师、两个部分机动的阿登追逐者师和两个机动骑兵师组成的野战军，总兵力约为60万人。比利时的预备队可能已经能够派出90万人。军队缺乏装甲和高射炮。
比利时军队动员完成后，可以召集五个正规军和两个预备役军，由12个正规步兵师组成，两个阿登骑兵师，六个预备役步兵师，一个骑自行车的边防卫队旅，一个由两个师组成的骑兵团，以及一个机动骑兵旅。陆军包括两门高射炮和四个炮兵团，以及数量不详的要塞堡垒、工程师和信号部队人员。
比利时海军陆战队于1939年重新成立。比利时商船队的大部分，约100艘，躲过了德国人的追捕。根据比利时皇家海军协议的条款，这些船只及其3350名船员在敌对行动期间处于英国的控制之下。比利时海军总司令部位于奥斯坦德，由亨利·迪卡彭特里少校指挥。海军第一师驻扎在奥斯坦德，第二师和第三师驻扎在泽布吕日和安特卫普。

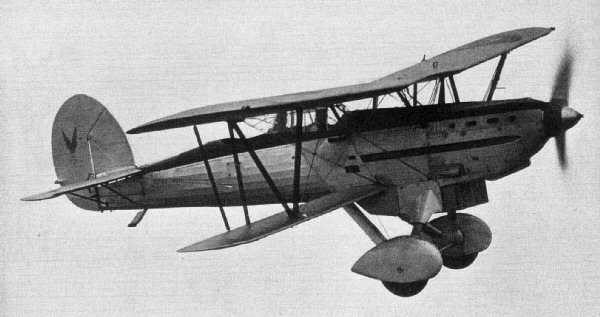
比利时从英国进口的费尔雷狐狸轻型轰炸机

比利时空军（Aéronautique Militaire Belge）刚刚开始对其飞机技术进行现代化改造。比利时空军订购了水牛战斗机、菲亚特CR.42和霍克飓风战斗机、库尔霍文F.K.56教练机、巴特尔轰炸机和卡普罗尼Ca.312轻型轰炸机，以及卡普罗尼Ca.335战斗机侦察机，但只有菲亚特、飓风和巴特尔交付。现代轰炸机的短缺意味着单座版本的费尔雷“狐狸”轻型轰炸机被用作战斗机。比利时空军拥有250架战斗机。至少90架战斗机，12架轰炸机，12架侦察机。只有50个达到了相当现代的标准。如果包括所有军种的联络机和运输机，总兵力为377架；然而，在1940年5月10日，其中只有118架可用。其中大约78架是战斗机，40架是轰炸机。
比利时空军由保罗·伊尔诺指挥，他在第一次世界大战爆发前刚刚获得飞行员执照，并于1938年晋升为总司令。伊尔诺将空军部队组织成三个空军团：第一军团拥有60架飞机，第二军团拥有53架飞机，第三军团有79架飞机。

### 法国军队

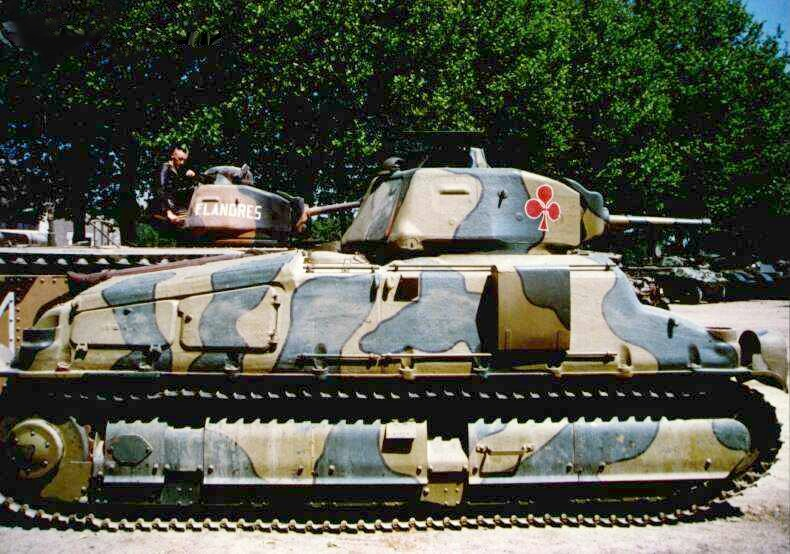
S-35坦克是法国参战当时最现代化的坦克

比利时人得到了法国军队的大力支持。法国第1军包括勒内·普里乌将军的骑兵部队。军团被分配给第2轻型机械化师（Légère Mécanique）和第3轻型机械化师。装甲部队由176辆强大的SOMUA S35和239辆霍奇基斯H35轻型坦克组成。这两种类型在装甲和火力上都优于大多数德国类型。第三机械化师仅包含90辆S35和140辆H35。
法国第7军被指派保护盟军战线的最北端。它包括第1轻型机械化师（1re DLM）、第25机动步兵师（25e DIM）和第9机动步兵师。这支部队将向荷兰的布雷达推进。
第三支在比利时本土作战的法国军队是第9军。它比第7军和第1军都弱。除第5机动步兵师（5e DIM）外，第9军被分配为步兵师。它的任务是保护盟军的南翼，即桑布尔河以南和色当以北。再往南，在法国，是法国第2军，保护色当和蒙梅迪之间的法比边界。因此，两支实力最弱的法国军队正在保护德国的主要进攻区域。

### 英国军队
英国对比利时的贡献是最弱的。远征军（BEF）由约翰·维里克将军指挥，由两个师的两个军团中的152000人组成。英国人曾希望派出两支军队，每支两个军团，但这种规模的动员从未实现。第一军团由约翰·迪尔指挥，之后是迈克尔·巴克尔，由哈罗德·亚历山大少将接替。艾伦·布鲁克指挥第二军团。后来，第三军团在罗纳德·亚当的领导下加入了战斗序列。在空军副元帅帕特里克·普莱费尔的指挥下，英国皇家空军高级空袭部队的9392名皇家空军人员将支持在比利时的行动。到1940年5月，BEF已增至394165人，其中超过150000人是后勤组织的一员，几乎没有受过军事训练。1940年5月10日，BEF仅由10个师（并非全部兵力）、1280门火炮和310个坦克组成。

### 德国军队
B集团军群由费多尔·冯·博克指挥。它被分配了26个步兵师和3个装甲师用于入侵荷兰和比利时。在三个装甲师中，第3装甲师和第4装甲师在比利时作战，由第6軍團第16军指挥。第9装甲师隶属于第18军，在荷兰战役后，他们将与第18军一起支援向比利时的推进，并覆盖其北部侧翼。
B集团军群的装甲兵力为808辆坦克，其中282辆是一号坦克，288辆是二号坦克，123辆是三号坦克，66辆是四号坦克；49辆指挥坦克也投入使用。第3装甲师的装甲团由117辆一号坦克、128辆二号坦克、42辆三号坦克、26辆四号坦克和27辆指挥坦克组成。第4装甲师拥有136辆一号坦克、105辆二号坦克、40辆三号坦克、24辆四号坦克和10辆指挥坦克。最初计划在荷兰作战的第9装甲师是最弱的师，只有30辆一号坦克、54辆二号坦克、66辆三号坦克和49辆四号坦克。来自第7航空师和第22空降师的部队将参加对埃本埃美尔要塞的袭击，他们被命名为科赫突击支队；以该小组指挥官瓦尔特·科赫的名字命名。这支部队于1939年11月集结。它主要由纳粹德国空军的伞兵组成。纳粹空军分配了1815架战斗机、487架运输机和50架滑翔机用于攻击低地国家。
最初对比利时领空的空袭由空军大将阿尔弗雷德·凯勒率领的第四航空军进行。凯勒的部队包括第1教学中队（Stab.I.，II.，III.IV.）、第30作战中队（Stab.I.，II.III.）和第27作战中队（III.）。担任支援的是沃尔弗拉姆·冯·里希特霍芬的第8航空军，拥有550架（420架可用）飞机。他们又得到了库尔特·贝特拉姆·冯·德林（Kurt Bertram von Döring）的“第二航空舰队战斗总监”（Jagdfliegerführer 2）的支持，共有462架战斗机（313架可用）。
凯勒的第4航空军总部的第1教学中队位于杜塞尔多夫。第30作战中队总部设在奥尔登堡，其第3集团总部设在马克思。对德林和冯·里希特霍芬的支持来自今天的北莱茵-威斯特法伦州以及位于格雷文布罗赫、门兴格拉德巴赫、多特蒙德和埃森的基地。

## 战役过程

### 5月10日：德国空军行动
5月9日晚，比利时驻柏林武官暗示德国人打算在第二天发动进攻。在边界上发现了敌军的进攻行动。1940年5月10日00时10分，在总部，布鲁塞尔的一个未指明的中队发出警报。凌晨1点30分，比利时军队进入全面戒备状态。盟军于5月10日上午制定了迪勒计划，并向比利时后方逼近。
德国空军将率先在低地国家展开空战。其首要任务是消灭比利时空军特遣队。尽管拥有压倒性的数量优势——1375架飞机，其中957架可用——但比利时的空袭在第一天的总体成功率有限。大约在04:00，对机场和通信中心进行了第一次空袭。5月10日的行动仍然对只有179架飞机的比利时空军产生了巨大影响。
取得的成功很大程度上归功于沃尔弗拉姆·冯·里希特霍芬的部下，特别是第77战斗中队及其指挥官约翰-弗尔克马尔·菲塞尔，后者附属于第八航空军，被威廉·斯派德尔将军所注意到。他评论说：“……这是众所周知的指挥官进行自己的私人战争趋势的结果”。菲塞尔的第77战斗中队在第54战斗中队的帮助下摧毁了比利时空军的主要基地。第27战斗机联队（JG 27）的战斗机在林特尔附近消灭了两个比利时中队，下午，I/St.G 2在圣特赖登附近摧毁了15架菲亚特CR.42战斗机中的9架。在沙芬空军基地，Escadrille 2/I/2的三架霍克飓风被摧毁，另有六架在即将起飞时被He 111的巨浪击中而受损。另有两架在被毁的机库中全毁。在尼韦勒机场，13架CR.42被摧毁。唯一的另一次成功是第27战斗中队在贝尔塞尔摧毁了八架飞机。
在空战中，战斗也是一边倒的。两架He 111、两架Do 17和三架梅塞施密特Bf 109被格洛斯特格斗士和飓风击落。作为回应，8架比利时格斗士、5架狐狸和1架CR42被第1、21和27战斗联队击落。英国皇家空军第18中队派出两架布伦海姆式轰炸机在比利时前线作战，但均输给了Bf 109。截至5月10日，德国官方数据显示，有30架比利时飞机在地面被毁，14架（加上两架英国皇家空军轰炸机）在空战中损失10架。胜利的说法可能被低估了。共有83架比利时战机被摧毁，其中大部分是教练机和“中队黑客”。在最初的六天里，比利时空军只飞行了146架次。在5月16日至5月28日期间，比利时空军只执行了77次行动。面对德国空军的袭击，它大部分时间都在撤退，并撤出燃料。

### 5月10日—11日，边境战斗

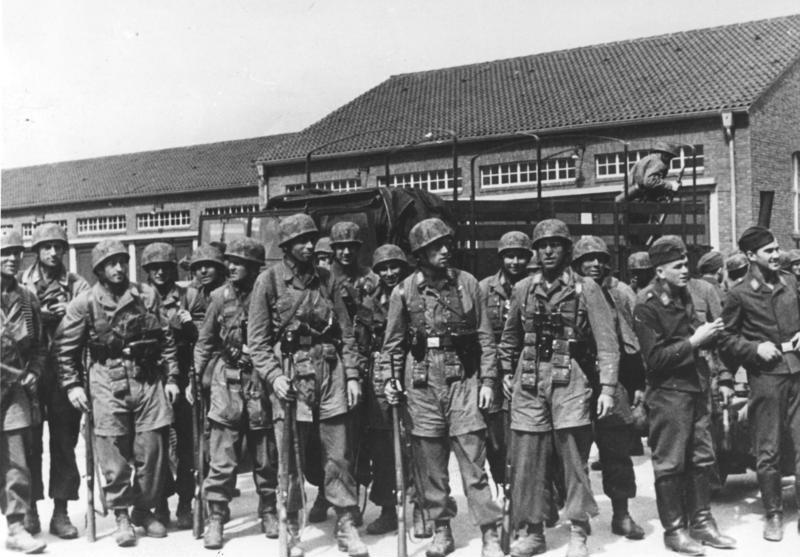
空降猎兵在攻陷埃本埃美尔要塞后的胜利合影

德国计划制定者已经认识到，如果他们的军队要闯入比利时内陆，就需要攻陷埃本埃梅尔要塞。它决定部署空降部队（空降猎兵）使用滑翔机降落在要塞周边。空降猎兵使用特殊炸药和火焰喷射器破坏防御，进入要塞。在随后的战斗中，德国步兵在24小时内战胜了比利时第一军团第7步兵师的守军。比利时的主要防线被突破，第18军的德国步兵迅速通过。此外，德国士兵在大约48小时后英国人到达之前，在阿尔贝运河上架起了桥头。在指挥官的命令下，更南边的阿登猎人撤退到默兹河后面，摧毁了一些桥梁。德国空降部队得到了Ju 87俯冲轰炸机的协助。第2俯冲战斗机中队（StG 2）和第77俯冲战斗机中队（StG 77）帮助压制了防御。第二训练中队（LG 2）的Hs 123俯冲轰炸机协助占领了附近弗伦霍芬和维尔德韦泽特的桥梁。
德国在卢森堡进行了进一步成功的空中进攻行动，夺取了进入比利时中部的五个过境点和通信路线。这场攻势由温纳·海德里奇指挥的第34步兵师的125名志愿兵执行，他们使用Fi 156 “鹳”侦察机飞往目标，完成了任务。代价是损失了5架飞机和30名士兵。随着要塞被攻破，比利时第4和第7步兵师面临着在相对良好的地形上与敌人作战的情况（装甲作战）。第7师及其第2和第18掷弹兵团和第2火枪部队奋力守住阵地，遏制西岸的德国步兵。比利时战术部队进行了几次反击。有一次，在布里德根，他们成功夺回了大桥并将其炸毁。比利时战术部队进行了几次反击。但在其他地方，诸如弗伦霍芬和维尔德韦泽特，德国人有时间建立强大的桥头堡，击退了比军的进攻。

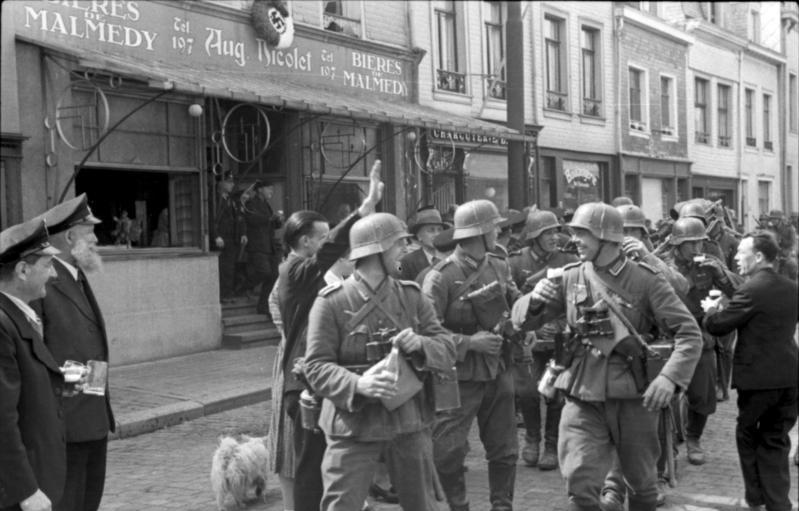
德军在奥伊彭-马尔默迪地区受到居民欢迎，该地在一战前曾经是德意志帝国的一部分，在《凡尔赛条约》中割让给比利时

5月10日，在比利时南部也进行了鲜为人知的第三次空中行动——尼维行动。这次行动的目标是用Fi 156飞机在该国南部的尼维和维特里空降大德意志装甲掷弹兵师第三营的两个连，为穿过比利时-卢森堡阿登的第一装甲师和第2装甲师扫清道路。最初的计划要求使用容克Ju 52运输机，但由于Fi 156（27米）的短着陆能力，200架此类飞机被用于袭击。
1. 切断讷沙托-巴斯托涅和讷沙托-马特朗日道路上的信号通信和信息链路（讷沙托是比利时最南端最大的城市）。
2. 防止预备队从讷沙托地区进入
3. 通过从后方沿边界对碉堡线施加压力，促进碉堡的占领和推进。

德国步兵与几支配备T-15装甲车的比利时巡逻队交战。比利时的几次反击都被击退，其中包括阿登第1轻追击师的一次进攻。在没有支持的情况下，德国人在夜间晚些时候面临法国第5骑兵师的反击，该师由拥有强大坦克实力的法国第2军的夏尔·安齐热将军派遣。德国人被迫撤退。然而，法国人未能追击逃跑的德国部队，在一个假路障前停止。第二天早上，第2装甲师已经到达该地区，任务基本达成。从德国人的角度来看，这次行动阻碍而不是帮助了海因茨·古德里安的装甲部队。该团封锁了道路，并克服困难阻止了法国增援部队到达比利时-法国-卢森堡边境，但也破坏了比利时的电话通信。这无意中阻止了比利时战地司令部召回边境沿线的部队。比利时第1轻步兵队没有收到撤退的信号，与德国装甲部队进行了激烈的交火，减缓了他们的前进速度。
法国和比利时军队未能守住阿登缺口是致命的。比利时人在最初的入侵中已经横向撤退，并封锁了前进路线，这阻碍了法国第2军向北向纳穆尔和于伊移动。德国突击工程部队没有任何抵抗中心，他们扫清了障碍，没有受到任何挑战。被认为是精英编队的比利时阿登轻步兵部队本可以对前进的德国装甲部队造成延迟，这一点在博丹热战役中得到了证明，第1装甲师在那里总共被困了8个小时。这场战斗是通信中断的结果，与比利时军队的作战意图背道而驰。

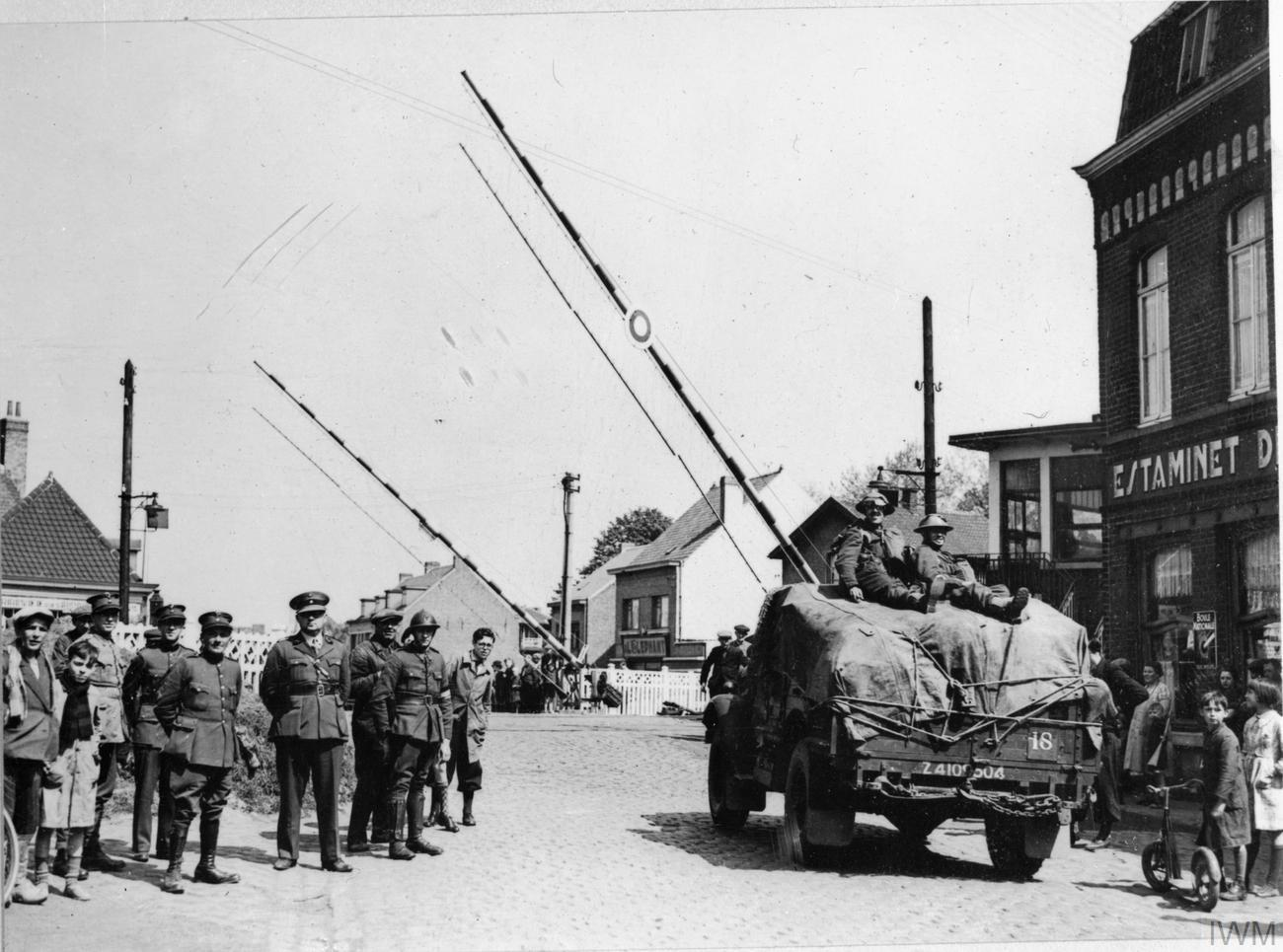
英国远征军越过法比边境抵达穆斯克龙

与此同时，在比利时中部地区，由于未能通过地面攻击恢复战线，比利时人试图轰炸德国人于5月11日完整占领并坚守的桥梁和阵地。比利时人在六架格斗士的护卫下用巴特尔轰炸机袭击了阿尔贝运河大桥。来自第1战斗中队和第27战斗中队的Bf 109进行拦截，第1战斗中队击落了四架格斗士，两支部队合计击落了六架巴特尔，并严重击伤了其余三架。8架CR.42从布鲁塞尔附近的布鲁斯特姆疏散到赫林贝亨，但7架格斗士和最后一架飓风分别在博韦山空军基地和勒居洛被He 111和第27战斗中队摧毁。
英国皇家空军为攻击这些桥梁做出了贡献。英国从110中队和21中队派出了布伦海姆式轰炸机，第一中队损失了两架，一架被第27战斗中队击毁。由于强烈的地面火力，21中队的大部分轰炸机受损。法国空军从GBI/12和GBI/12派遣了LeO 451轰炸机，由GCIII/3和GCII/6的18架莫朗埃·索尼埃 M.S.406战斗机护卫。行动失败，一架轰炸机损失，四架M.S.406被第一战斗中队击毁。法国人击毁五架敌机。与此同时，第二战斗中队的道尼尔Do 17轰炸了位于弗罗的机场，皇家空军第114中队损失了6架布伦海姆式轰炸机。皇家空军第150中队在另一次突袭中失利。
德国的反空袭行动由汉斯·雨果·维特指挥的第26战斗机联队牵头，该联队在5月11日至13日的空战中取得了82次战果。尽管德国战斗机部队取得了明显的成功，但空战并非一边倒。5月11日上午，第二俯冲战斗机联队的10架Ju 87在那慕尔-迪南缺口攻击比利时军队时被击落，尽管有第27和第51两支战斗机联队存在。然而，德国人报告说，到5月13日，盟军在比利时北部的空中抵抗减弱。
5月11日夜间，英国第3步兵师在伯纳德·劳·蒙哥马利将军的指挥下，抵达鲁汶的迪勒河阵地。就在这时，占领该阵地的比利时第10步兵师误以为他们是德国伞兵，并向他们开火。比利时人拒绝屈服，但蒙哥马利声称，当德国人进入炮击范围时，比利时人会撤退，他将自己置于比利时军队的指挥之下，从而达到了目的。
英国第二军团司令艾伦·布鲁克试图纠正与利奥波德国王的合作问题。国王与布鲁克讨论了此事，布鲁克认为可以达成妥协。国王的军事助手范·奥弗斯塔滕介入并表示比利时第10步兵师无法调动。相反，英国应该进一步向南移动，并完全避开布鲁塞尔。布鲁克告诉国王，比利时第10师在加梅林防线的错误一侧，暴露在外。利奥波德听从他的顾问和幕僚长的意见。布鲁克发现奥弗斯塔滕对形势和英国远征军的部署一无所知。鉴于远征军的左翼依靠其比利时盟友，英国人现在对比利时的军事能力不确定。盟军有更严重的理由抱怨比利时在迪勒防线上的反坦克防御，该防线覆盖了没有任何自然障碍物保护的那慕尔-佩尔韦缺口。
在坚守阿尔贝运河西岸近36个小时后，比利时第4和第7步兵师撤出。埃本·埃梅尔要塞的陷落使德国人得以强行通过第6軍團的装甲部队。比利时各师的处境要么撤退，要么被包围。德军已经越过通厄伦，现在可以向南横扫那慕尔，这将威胁到整个阿尔贝运河和列日阵地。在这种情况下，两个师都撤出了。5月11日晚，比利时司令部将其部队撤出那慕尔-安特卫普防线。第二天，法国第1军抵达瓦夫尔和那慕尔之间的让布卢，以弥补“让布卢缺口”。这是一个平坦的地区，没有准备好的或稳固的阵地。
位于比利时防线北侧的法国第7军保护了布鲁日-根特-奥斯坦德轴线，并覆盖了英吉利海峡港口，迅速挺进比利时和荷兰。它于5月11日抵达荷兰的布雷达。但德国降落伞部队占领了鹿特丹以南荷兰水道上的穆尔代克大桥，使法国人无法与荷兰军队联系。荷兰军队向北撤至鹿特丹和阿姆斯特丹。法国第7军转向东方，在布雷达以东约20公里（12英里）的蒂尔堡与第9装甲师相遇。这场战斗导致法国人在面对德国空军的空袭时撤退到安特卫普。它后来将有助于保卫这座城市。德国空军优先攻击法国第7军进入荷兰的先头部队，因为它威胁到了穆尔代克桥头堡。第40和第57战斗中队和第八航空军支援的Ju 87将他们驱逐。由于担心盟军增援部队抵达安特卫普，德国空军不得不掩护斯海尔德河口。第30战斗中队轰炸并击沉了两艘荷兰炮艇和三艘荷兰驱逐舰，并严重损坏了两艘皇家海军驱逐舰。但总的来说，轰炸的效果有限。

### 5月12日-14日，比利时中部平原的战斗
5月11日至12日夜间，比利时人全力撤退到迪勒防线，在通盖伦的拆迁和后卫网络的掩护下。5月12日上午，利奥波德三世国王、范·奥弗斯特拉滕将军、爱德华·达拉第将军、阿方斯·乔治将军（由英国远征军、法国第1、第2、第7和第9军组成的盟军第一集团军指挥官）、加斯顿·比洛特将军（盟军协调员）和高尔特的参谋长亨利·罗伊德斯·波纳尔将军在蒙斯附近举行军事会议。双方同意比利时军队将驻守安特卫普-鲁汶防线，而其盟友则承担起保卫该国最北部和南部的责任。

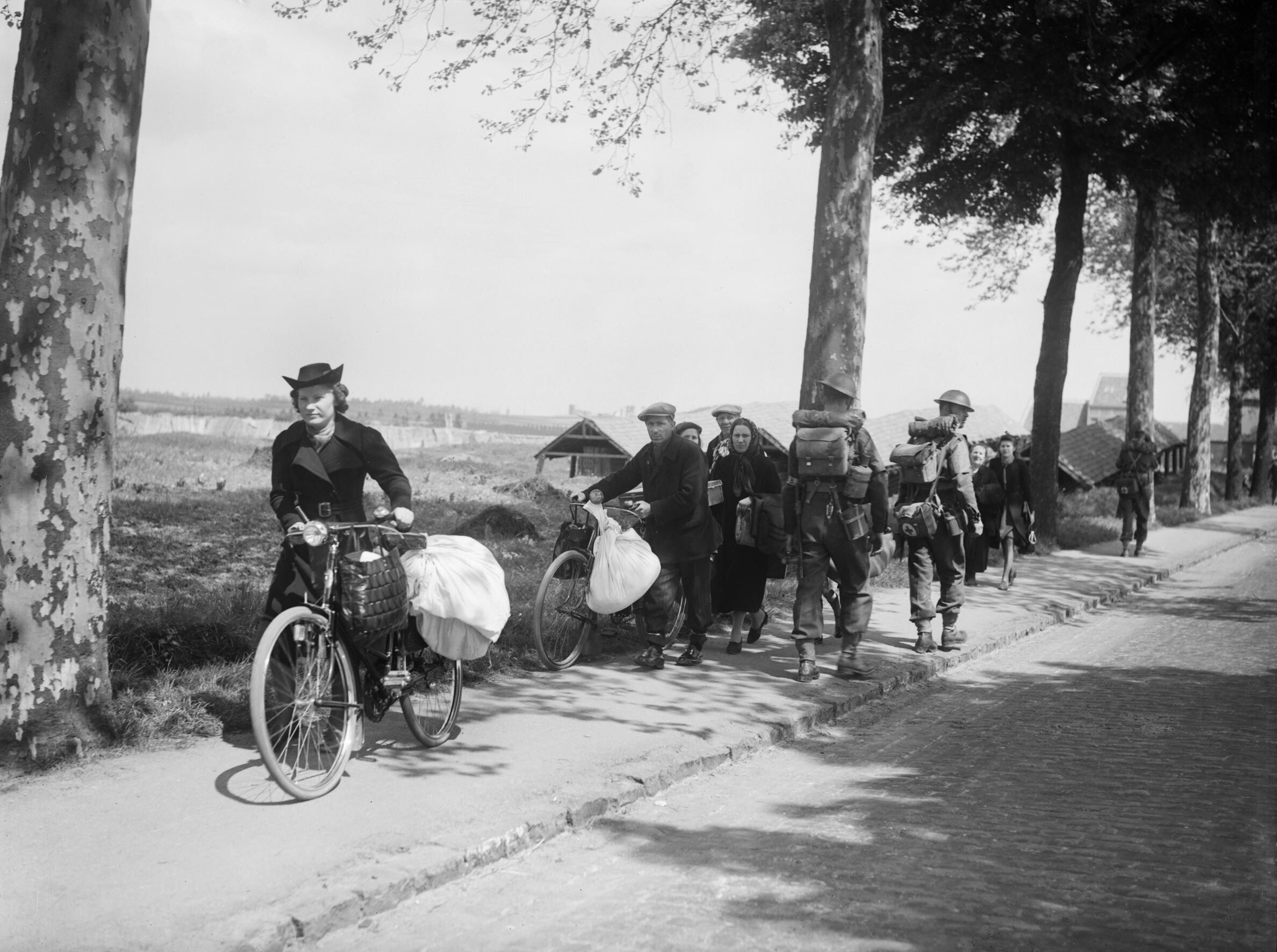
比利时平民往西部逃亡以躲避战火,1940年5月12日

比利时第三军团及其第1装甲师、第2步兵师和第3步兵师已撤出列日防御工事，以避免被包围。其中一个团，列日要塞团，留下来破坏德国的通信。再往南，那慕尔要塞由第六军团第5步兵师和法国第12步兵师的第2阿登追击队驻守，在守卫阵地的同时，进行了拖延行动，并参与了大量拆除工作。就比利时人而言，它完成了分配给它的唯一独立任务：守住列日-阿尔贝运河线足够长的时间，让盟军部队到达占领那慕尔-安特卫普-日韦线的友军。在战役的剩余时间里，比利时人将按照盟军的总体计划执行行动。
比利时士兵在后卫线上作战，而已经在迪勒线上的其他比利时部队则不知疲倦地在鲁汶-安特卫普缺口组织更好的防御阵地。比利时第2骑兵师的第2向导团和第2骑兵团负责掩护比利时第4师和第7师的撤退，在蒂勒蒙战役和哈伦战役中表现尤为突出。
为了支持该地区的比利时军队，英国皇家空军和法国在蒂勒蒙和鲁汶地区进行了防空行动。英国皇家空军高级空袭部队派出第3、504、79、57、59、85、87、605和242中队参加战斗。与德军第1、2、26、27和3战斗机联队进行了一系列空战。来自第26驱逐机联队（ZG 26）的梅塞施密特Bf 110，以及第1、2教练机联队和第27作战中队的轰炸机部队也参与其中。在比利时和法国上空，这一天对英国来说是灾难性的：27场飓风战斗机被击落。鉴于比利时军队已经撤退到目前得到英国和法国军队支持的主防线，利奥波德国王在阿尔贝运河战败后发布了以下公告以提高士气：
士兵们：
比利时军队遭到了一次无与伦比的突然袭击，与装备更精良、拥有强大空军优势的部队进行了激烈的斗争。三天来，比利时军队进行了艰难的行动，行动的成功对战斗的总体进行和战争的结果至关重要。
这些行动需要我们所有人——军官和士兵——夜以继日地付出非凡的努力，尽管看到无情的入侵者造成的破坏，道德紧张已经达到了极限。无论考验多么严峻，你们都会勇敢地度过难关。
我们的地位每小时都在提高；我们的队伍正在逼近。在我们面前的关键日子里，你们将集中所有的精力，做出一切牺牲，阻止入侵。
就像1914年他们在艾泽尔河上所做的那样，现在法国和英国军队都指望着你：国家的安全和荣誉掌握在你手中。

——利奥波德

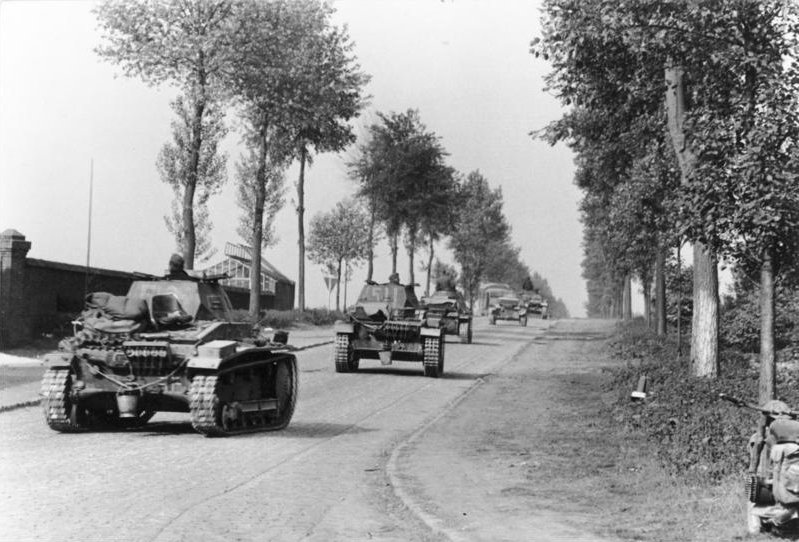
德国二号坦克进入比利时西部

对盟军来说，比利时未能守住东部边境（他们之前预估有能力坚守两周）令人失望。盟军参谋长曾试图避免在没有任何强大的固定防御可依靠的情况下遭遇机动战，并希望比利时的抵抗能持续足够长的时间，以建立防线。尽管如此，迪勒前线在5月11日出现了短暂的平静，这使得盟军在第二天发动第一次重大进攻时能够就位。盟军骑兵已经进入阵地，步兵和大炮通过铁路以更慢的速度到达前线。尽管没有意识到这一点，但盟军第一集团军和比利时军队的人数超过了瓦尔特·冯·赖歇瑙的德国第6軍團。
轰炸的结果很难确定。5月14日20:00，德国第19集团军的战况摘要指出：
由于猛烈的侧翼炮火和对桥点的长期轰炸，栋什里军事大桥尚未完工……一整天，这三个师都不得不忍受持续的空袭，尤其是在交叉点和桥接点。我们的战斗机掩护不足。[要求增加战斗机保护]的请求仍然没有成功。
德国空军的行动包括“敌方战斗机的激烈活动，尤其是我们的近距离侦察受到严重阻碍”。尽管如此，英国皇家空军的轰炸机在目标区域上空抵抗德国反制力量时，没有得到足够的保护。总共有109次巴特尔轰炸机和布伦海姆式轰炸机袭击了色当地区的敌人纵队和通信，其中45次损失惨重。5月15日，白天的轰炸大大减少。在使用的23架飞机中，有4架未能返回。同样，由于盟军战斗机的存在，德国第19集团军的战争日记指出，“军团不再拥有自己的远程侦察……[侦察中队]不再能够进行有力、广泛的侦察，因为由于伤亡，他们一半以上的飞机现在无法使用。”
1940年5月12日发生的最激烈的战斗是阿尼战役（5月12-14日）的开始。当德国A集团军群穿过比利时阿登时，B集团军群的第6集团军向让布卢缺口发起了进攻行动。让布卢在比利时平原占据了一个位置；在比利时队的主要防线上，这是一个未经修饰的、未被突破的空间。该缺口从迪勒线的南端延伸，从北部的瓦夫尔延伸到南部的那慕尔，长度为20公里（12英里）至30公里（19英里）。在从马斯特里赫特凸点发起进攻并击败比利时在列日的防御，迫使比利时第1军团撤退后，德国第6軍團第16装甲机动军团在埃里希·霍普纳将军的指挥下，控制了第3和第4装甲师，在法国人错误预计的德国主推地区发动了攻势。
让布卢缺口由法国第1军保卫，共有6个精锐师，包括第2师（Légère Mécanique，或2e DLM）和第3轻机械师。在勒内·普里乌将军的指挥下，普里乌骑兵团将向线外（东部）推进30公里（19英里），为行动提供掩护。法国第1装甲师和第2装甲师将被转移到法国第1军后方，纵深防御主要防线。普里乌骑兵团相当于一支德国装甲部队，将占据蒂勒蒙-阿尼-于伊轴线上的一条掩护线。作战计划要求兵团推迟德国对让布卢和阿尼的推进，直到法国第1军的主要部队到达让布卢并构筑阵地。
5月12日，霍普纳的装甲部队和普里乌骑兵队在比利时阿尼附近发生正面冲突。与人们普遍认为的相反，德国的人数并未超过法国人。经常会给出623辆德国坦克和415辆法国坦克的数字。德军第3装甲师和第4装甲师的数量分别为280和343辆坦克。法国第1装甲师和第2装甲师的数量是176辆S-35和239辆霍奇基斯H35。除了这支部队之外，还有相当数量的雷诺AMR-ZT-63在骑兵部队。R35在装备方面与1号坦克和2号坦克相当或优于它们。这更适用于法军的90辆庞纳尔178装甲车。其25毫米主炮可以穿透四号坦克的装甲。就能够在坦克战中幸存下来的坦克而言，德国人只拥有73辆三号坦克和52辆四号坦克。法国人有176辆S-35和239辆霍奇基斯H35。德国坦克部队还拥有486辆一号和二号坦克，考虑到它们在波兰战役中的损失，这些坦克的作战价值令人怀疑。
德军在战斗中能够通过无线电进行通信，他们可以出乎意料地转移主要行动的重点。德国人也实行联合兵种战术，而法国的战术部署是第一次世界大战遗留下来的僵硬而线性的战术。法国坦克没有无线电，指挥官经常不得不下车发布命令。尽管德国人在装甲方面处于劣势，但他们还是在5月12日的早战中占据了上风，包围了几个法国营。法国第二装甲师的战斗力成功击败了守卫包围网的德国防御部队并救出被困部队。与德国的报道相反，法国人在第一天就取得了胜利，阻止了德国国防军突破让布卢或夺取阿尼。第一天的战斗结果是：
对德国轻型坦克的影响是灾难性的。事实上，25毫米以上的每一件法国武器都能穿透一号坦克的7-13毫米装甲。尽管二号坦克的表现要好一些，尤其是那些自波兰战役以来一直配备装甲的坦克，但它们的战损很高。面对更重的法国装甲坦克，这些轻型坦克的乘员们感到非常沮丧，有些人采取了绝望的权宜之计。有一种说法是，一名德国坦克指挥官试图用锤子爬上一辆霍奇基斯H-35，可能是为了砸碎坦克的潜望镜，但却掉了下来，然后被坦克的履带压碎。当然，当天结束时，普里乌有理由宣称他的坦克表现最好。阿尼周围的战场上到处都是被击毁的坦克，其中大部分是德国坦克，到目前为止，大部分是一号和二号坦克。
第二天，也就是5月13日，法国人因其糟糕的战术部署而失败。他们在阿尼和于伊之间的一条细线中移出了装甲部队，没有留下任何纵深防御，而这本来是法国装甲师最初被派往让布卢缺口的原因。这让霍普纳有机会对抗法国轻装甲师（第3装甲师），并在该领域取得突破。此外，由于后方没有预备队，法国人失去了反击的机会。这场胜利见证了德国坦克军团在左翼击败了法国第二装甲师。比利时第三军团从列日撤退，主动提出支撑由法国第三装甲师控制的前线。但这个提议被拒绝了。

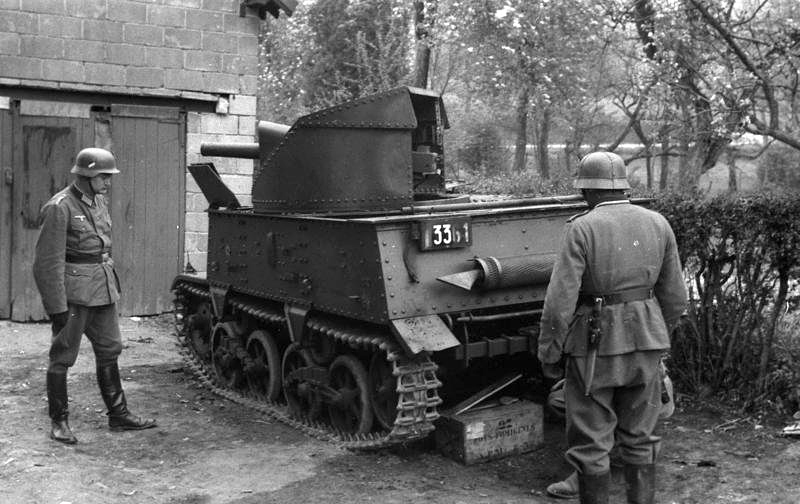
德军检查一辆被遗弃的比利时T13猎坦克

5月12日和13日，第2装甲师没有损失一辆AFV，但第3装甲师损失了30辆S-35和75辆霍奇基斯。法国人击毁了160辆德国坦克。但由于糟糕的线性部署让德国人有机会在一个地方突破，整个战场不得不放弃，德国人修理了近四分之三的坦克；49辆被摧毁，111个被修复。他们造成60人死亡，另有80人受伤。就战场伤亡而言，阿尼战役中法国人击毁160辆德国坦克，自己损失了105辆。普里乌完成了他的战术任务并撤退。
霍普纳现在追击撤退的法国人。由于缺乏耐心，他没有等到他的步兵师赶上。他希望继续击退法国人，而不是给他们时间来构建一条连贯的防线。德军编队向让布卢追击敌人。坦克部队追上了撤退中的法国纵队，给他们造成了重大损失。追击给法国炮兵制造了严重的问题。战斗是如此激烈，以至于被友军误伤的危险是非常真实的。尽管如此，法国人设置了新的反坦克屏障，而霍普纳缺乏步兵支持，导致德国人正面进攻阵地。在随后的让布卢战役中，两个装甲师在5月14日报告损失惨重，被迫放慢追击速度。德军攻占让布卢的企图也失败了。
尽管遭受了多次战术逆转，但在作战上，德国人将盟军第一集团军从下阿登地区转移。在这个过程中，德国空军也在不断消耗普里乌的装甲师团。当德国在色当取得突破的消息传到普里乌这里时，他被迫撤出了让布卢。随着让布卢缺口的突破，德国第3和第4装甲师不再需要B集团军群，而是移交给A集团军群。B集团军群将继续自己的攻势，迫使默兹前线崩溃。该集团军可以向西推进至蒙斯，包抄保护迪勒-布鲁塞尔地区的英国远征军和比利时军队，或者向南包抄法国第9军。德国在阿尼和让布卢损失惨重。5月16日，第4装甲师的坦克数量减少到137辆，其中只有4辆四号坦克。第3装甲师的兵力减少了20-25%；对于第4装甲师来说，45-50%的坦克没有做好战斗准备。受损的坦克很快得到了修复，但其强度最初大大削弱。法国第1军也遭受了重创，尽管赢得了几场战术性防御胜利，但由于其他战线的事态发展，它被迫于5月15日撤退，将坦克留在战场上，而德国人则可以自由回收坦克。

### 5月15日-21日，盟军反击和撤退到海岸

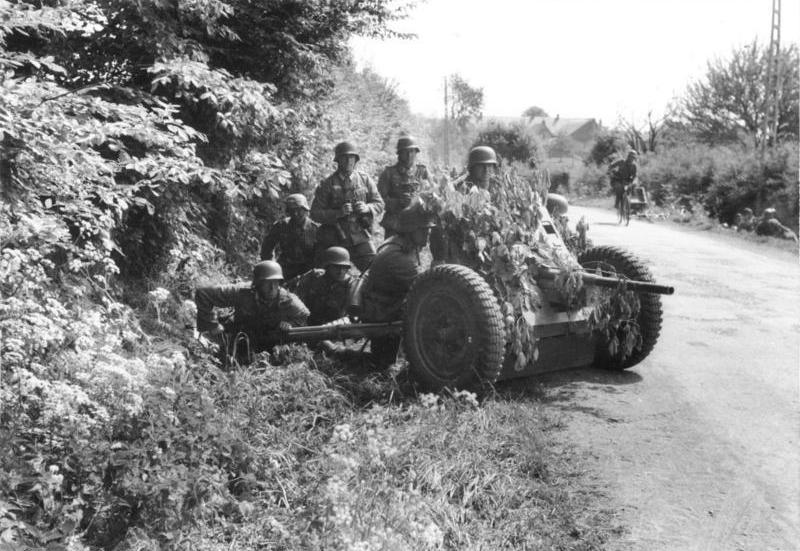
1940年5月，德国步兵在比利时西部使用PaK 36反坦克炮

5月15日上午，德国陆军A集团军群突破了色当的防御，现在可以自由驶向英吉利海峡。盟军考虑从比利时的陷阱中全面撤军。撤军将分为三个阶段：5月16日至17日夜间至塞纳河，5月17日至18日夜间至登德尔河，以及5月18日至19日夜间至斯海尔德河。比利时人不愿意放弃布鲁塞尔和鲁汶，尤其是迪勒线很好地承受了德国的压力。比利时陆军、远征军和法国第1军在多米诺骨牌效应中，于5月16日被命令/被迫撤走，以避免其南部侧翼被穿过法国阿登的德国装甲部队和穿过让布卢的德国第6軍團逆转。比利时军队以及法国第七军和英国军队在KW线上牵制着德国第十四军，如果不是因为法国第二军团在色当的崩溃，比利时人相信他们本可以阻止德国的进攻。
这种情况要求法国和英国放弃安特卫普-那慕尔线和坚固的阵地，转而在斯海尔德河后面的临时阵地，不再面临任何真正的抵抗。在南部，比利时第七军团的德方丹将军从那慕尔和列日地区撤退，列日要塞地区对德国第6軍團进行了顽强抵抗。在北部，荷兰于5月15日投降后，第7军被转移到安特卫普，但随后被转移到支持法国第1军。在中部，比利时军队和远征军几乎没有受到德国的压力。5月15日，唯一真正接受考验的地区是鲁汶附近，由英国第3师控制。英国远征军也没有全力撤向斯海尔德河。
法国军队从北部地区撤出后，比利时人被留下来守卫设防的安特卫普市。四个步兵师（包括第13和第17预备役步兵师）与德国第18军的第208、225和526步兵师交战。比利时人成功地保卫了城市的北部，延迟了德国步兵部队的行动，同时于5月16日开始从安特卫普撤军。在比利时人的大力抵抗下，城市于5月18/19日沦陷。5月18日，比利时人收到消息，纳穆尔的马舍韦莱特堡已经沦陷；叙阿雷于5月19日沦陷；5月21日，圣艾里贝尔和马隆沦陷；5月23日，达夫、梅泽雷和昂多瓦沦陷。
5月16日至17日，英国和法国在比利时的盟军兵力下降，在德国装甲部队推进阿登的时候，撤到了威勒布鲁克运河后面。比利时第一军团和第五军团也撤退到比利时人所谓的根特桥头堡，在登德尔河和斯海尔德河后面。比利时炮兵及其步兵支援部队击败了德国第18军步兵的袭击，在伦敦发表的一份公报中，英国承认“比利时军队为目前正在进行的防御战的成功做出了很大贡献。然而，现在寡不敌众的比利时人放弃了布鲁塞尔，政府逃往奥斯坦德。该市于5月17日被德国军队占领。”。就在第二天早上，德国第16集团军指挥官霍普纳奉命将第3和第4装甲师移交给A集团军群。这使得隶属于第18军的第9装甲师成为比利时前线唯一的装甲部队。
到5月19日，德国人距离抵达法国海岸还有几个小时的路程。戈尔特发现，法国人既没有计划，也没有储备，阻止德国向英吉利海峡推进的希望渺茫。他担心法国第1军在其南部侧翼已经沦为一团杂乱无章的“滤嘴”，担心德国装甲部队可能出现在阿拉斯或佩罗讷的右翼，向加莱或布洛涅的海峡港口或西北方向进攻，插入英军侧翼。他们在比利时的地位受到了严重影响，远征军考虑放弃比利时，撤退到奥斯坦德、布鲁日或敦刻尔克，后者位于法国边境内约10公里（6.2英里）至15公里（9.3英里）处。
英国从欧洲大陆战略性撤军的提议遭到了战时内阁和陆军总参谋长的拒绝。他们派遣埃龙塞德将军将他们的决定通知戈尔特，并命令他“穿越所有反对派”向西南部发动攻势，以到达南部的“法国主力部队”（法国最强的部队实际上在北部）。比利时军队被要求遵守计划，或者如果他们选择，英国皇家海军将尽可能撤离部队。英国内阁决定，即使“索姆河攻势”成功实施，一些部队仍可能需要撤离，并命令拉姆齐海军上将集结大量船只。这是迪纳摩行动的开始。埃龙塞德于5月20日上午06:00抵达英军总部，就在同一天，法国和比利时之间的大陆通讯被切断。当埃龙塞德向戈尔特提出他的建议时，戈尔特回答说这样的攻击是不可能的。他的九个师中有七个师在斯海尔德河附近交战，即使有可能撤回他们，也会在比利时人和英国人之间造成一个缺口，敌人可以利用这个缺口包围前者。远征军已经行军和战斗了九天，现在弹药不足。主要的努力必须由法国人向南推进。

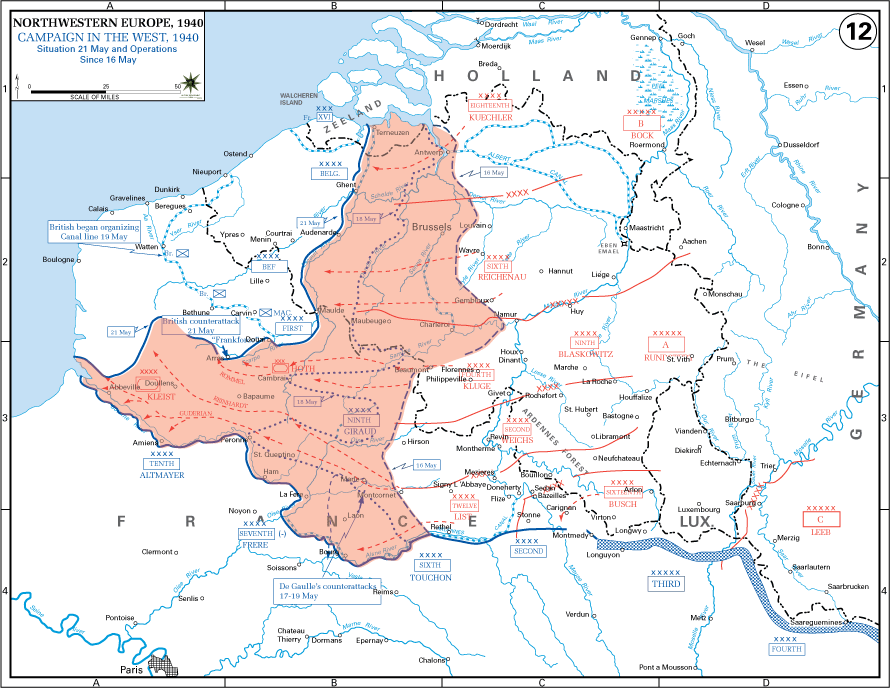
1940年5月21日的战局变化

利奥波德三世明确了比利时对任何进攻行动的立场。就他而言，比利时军队无法进行进攻行动，因为它缺乏坦克和飞机；它的存在完全是为了防御。国王还明确表示，在比利时仍处于自由状态迅速缩小的地区，食物只够吃两周。利奥波德并不认为远征军会为了与比利时军队保持联系而危及自己的地位，但他警告英国人，如果它坚持南部攻势，比利时人将不堪重负，他们的军队将崩溃。利奥波德国王建议，最好的办法是建立一个覆盖敦刻尔克和比利时海峡港口的滩头。总参谋长的意志赢得了胜利。戈尔特只派出了两个步兵营和远征军中唯一的装甲营参与进攻，尽管最初在战术上取得了一些成功，但在5月21日的阿拉斯战役中未能突破德国的防线。
在这次失败之后，比利时人被要求撤退到艾泽尔河，保护盟军的左翼和后方地区。国王的助手奥弗尔斯特拉滕将军表示，这样的举动是不可能的，会导致比利时军队的解体。有人提出了进一步进攻的另一个计划。法国人要求比利时人撤到利斯河，英国人撤到莫尔德和阿吕安之间的法国边境，然后比利时人将扩大战线，腾出远征军的更多部分进行进攻。法国第1军将在右翼再解放两个师。利奥波德不愿采取这样的行动，因为它将放弃比利时的一小部分地区。比利时军队已经筋疲力尽，这是一项巨大的技术任务，需要很长时间才能完成。
此时，比利时人和英国人得出结论，如果不采取行动，法国被击败，比利时-法国边境口袋里的盟军将被摧毁。英国人对盟军失去了信心，决定指望远征军的幸存。

### 5月22日-28日，最后的防御战
5月22日上午，比利时战线从北向南延伸了约90公里（56英里），首先是骑兵队，该队在泰尔讷曾阻止德军推进。第五、 第二、第六、第七和第四军团（均为比利时人）并肩作战。另外两支信号部队正在守卫海岸。当远征军和法国军队向西撤退以保护5月22日易受德国袭击的敦刻尔克时，这些编队当时主要控制着东线。东线完好无损，但比利时人现在占据他们在利斯河的最后一个防御阵地。比利时第一军团只有两个不完整的师，一直在激烈地参与战斗，他们的战线越来越薄。那天，温斯顿·丘吉尔访问了前线，并敦促法国和英国军队从东北部突围。他认为比利时骑兵队可以支援进攻的右翼。丘吉尔向戈尔特发送了以下信息：

1. 比利时军队应该撤到艾泽尔河防线并站稳脚跟，水闸已经打开。
2. 英国陆军和法国第1军应尽早（当然是明天）向西南方向向巴波姆和康布雷进攻，兵力约为8个师，比利时骑兵团布置在英军右翼。

这样的命令忽略了比利时军队无法撤回艾泽尔河的事实，任何比利时骑兵加入进攻的可能性都很小。比利时撤军的计划是合理的；艾泽尔河从东部和南部覆盖了敦刻尔克，而拉巴瑟运河从西部覆盖了它。艾泽尔河的回环也大大缩短了比利时军队的作战区域。这样的举动将放弃帕森达勒和伊珀尔，当然意味着占领奥斯坦德，同时将比利时仍处于自由状态的领土面积进一步减少几平方英里。

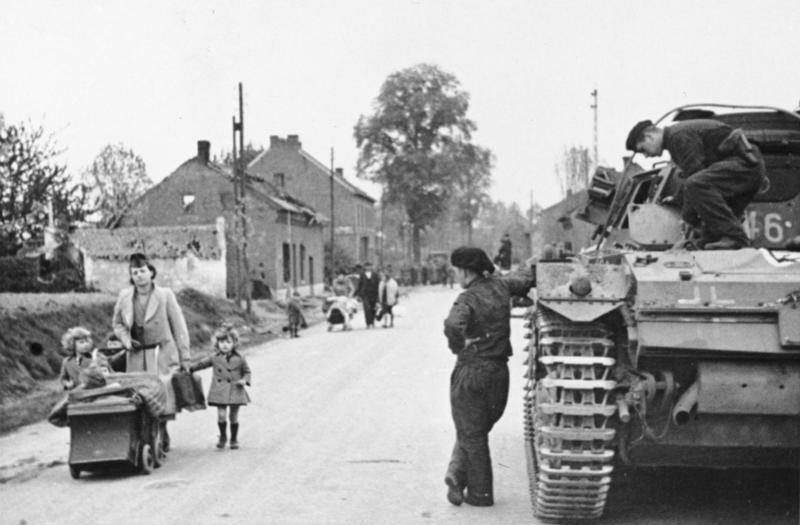
德军士兵注视正在逃亡的比利时平民

5月23日，法国试图对德国在阿登-加来轴心线上的防线发动一系列攻势，但未能取得任何有意义的进展。与此同时，在比利时前线，比利时人在压力下进一步撤退，德国人当天占领了泰尔讷曾和根特。比利时人也很难转移他们留下的石油、食物和弹药。德国空军拥有空中优势，使日常生活在后勤方面变得危险。空中支援只能通过“无线”呼叫，而英国皇家空军在英格兰南部的基地进行行动，这使得通信更加困难。法国人拒绝比利时人使用敦刻尔克、布尔堡和格拉沃利讷基地，这些基地最初由法国人支配。比利时人被迫使用剩下的唯一港口，位于尼乌波特和奥斯坦德。
丘吉尔和马克西姆·魏刚从加梅林手中接过指挥权，他们仍然决心打破德军防线，将部队向南部撤出。5月24日，当他们向利奥波德国王和范·奥弗斯特拉滕传达他们的意图时，后者惊呆了。在伊珀尔和梅嫩之间，英国人和比利时人之间开始出现危险的差距，这威胁到了比利时战线的剩余部分。比利时人无法掩盖它；这样的举动会让他们不堪重负。在没有咨询法国人或征求政府许可的情况下，戈尔特立即果断地命令英国第5步兵师和第50步兵师堵住缺口，放弃任何向南的进攻行动。
5月24日下午，冯·博克在利斯战役中，向位于利斯河科特赖克地区的比利时第四军团阵地派遣了第6集团军的四个师。德国人克服了激烈的抵抗，在夜间渡河，在韦尔菲克和科特赖克之间的13英里战线上强行突破了一英里。德国人以其优越的兵力和对空军的指挥，赢得了桥头堡。尽管如此，比利时人还是给德国人造成了许多伤亡和几次战术上的失败。第1、第3、第9和第10步兵师作为增援部队进行了多次反击，成功俘虏了200名德军。比利时炮兵和步兵随后遭到德国空军的猛烈攻击，迫使他们战败。比利时人指责法国和英国没有提供空中掩护。德军的桥头堡危险地暴露了向南延伸的远征军第4步兵师的东侧。蒙哥马利派遣了第3步兵师的几个部队（包括米德尔塞克斯第1营和第7营的重步兵以及第20反坦克团第99连）作为临时防御部队。
“魏刚计划”以及英国政府和法国军队向南推进的论点的一个关键点是撤军，以确保比利时军队的攻势扩大，并导致其崩溃。它被迫覆盖远征军控制的地区，以使后者能够参与进攻。这样的崩溃可能会导致盟军战线后面的海峡港口的损失，从而导致全面的战略包围。远征军本可以更强烈地反击冯·博克的左翼，以缓解比利时人的压力，因为冯·博克攻破了英国在科特赖克的设防阵地。比利时最高司令部至少五次呼吁英国人攻击德军斯海尔德河和利斯河之间脆弱的左翼，以避免灾难。
海军上将罗杰·凯耶斯爵士向GHQ发送了以下信息：
范奥弗斯特拉滕迫切希望英国能进行强有力的反击。利斯河以北或以南都有助于恢复局势。比利时人预计明天将在根特前线遭到袭击。德国人已经在埃克洛以西的运河上建立了桥头堡。比利时不可能撤回艾泽尔河。在伊珀尔东北方向行进的一个营今天在60架飞机的袭击中几乎被消灭。在没有足够的战斗机支持的情况下，在开放道路上撤退代价高昂。他们所有的补给都在艾泽尔河以东。他们强烈地表示英国应该试图通过反击来恢复利斯河的局势，而这一机会可能只会持续几个小时。
没有发生这样的反击。德国人带来了新的储备来弥补缺口（梅嫩-伊珀尔）。这几乎切断了比利时人与英国人的联系。第2、第6和第10骑兵师挫败了德军利用纵深差距的企图，但情况仍然危急。5月26日，迪纳摩行动正式开始，法国和英国的大批特遣队将撤离到联合王国。到那时，英国皇家海军已经撤出了28000名英国非战斗部队。布洛涅沦陷，加莱即将沦陷，敦刻尔克、奥斯坦德和泽布吕赫成为唯一可行的疏散港口。德国第14军团的推进不会让奥斯坦德在更长的时间内可用。在西面，德国陆军A集团军群已于5月27日上午抵达敦刻尔克，距离其中心4英里（6.4公里），使港口处于炮击范围内。
5月27日的情况与24小时前相比发生了很大变化。比利时军队于5月26日被迫离开利斯河一线，内弗勒、温克特、蒂尔特和伊泽海姆在利斯河战线西部和中部的城市相继沦陷。在东部，德国人已经到达布鲁日郊区，并占领了于瑟尔。在西部，梅嫩-伊珀尔线在科特赖克断裂，比利时人现在正在使用铁路卡车帮助在伊珀尔-帕森达勒-鲁瑟拉勒的一条线上形成反坦克防御。在更远的西部，远征军被迫返回里尔以北，就在法国边境上方，现在有可能在他们与伊珀尔-里尔轴线上的比利时南翼之间形成缺口。允许德国向敦刻尔克推进意味着失去这个港口的风险巨大。英国人于5月26日撤回港口。在这样做的过程中，他们暴露了法国第一军团在里尔附近的东北侧翼。当英国人撤离时，德国人也进入，包围了法国军队的大部分。戈特和他的参谋长亨利·波纳尔将军都承认，他们的撤军意味着第一军团的毁灭，他们将为此受到指责。
5月26日至27日的战斗使比利时军队濒临崩溃。比利时人仍然控制着西面的伊珀尔-鲁勒斯线和东面的布鲁日-泰尔特线。然而，5月27日，伊泽海姆–泰尔特地区的中央战线崩溃。现在，没有什么可以阻止德国向东推进，占领奥斯坦德和布鲁日，或者向西推进，占领盟军后方深处的尼乌波特或德潘讷。比利时人几乎用尽了一切可用的抵抗手段。比利时军队及其战线的解体引起了英国人的许多错误指责。事实上，在英国撤军后，比利时人曾多次坚守阵地。一个例子是接管了斯海尔德河防线，在那里他们解除了英国第44步兵师的职务，允许其通过他们的队伍撤退。尽管如此，戈特和波纳尔对比利时国王5月28日投降的决定表示愤怒，认为这会削弱战争的努力。据报道，当被问及是否有比利时人要撤离时，波纳尔回答说：“我们不在乎比利时人会发生什么。”。

### 比利时投降

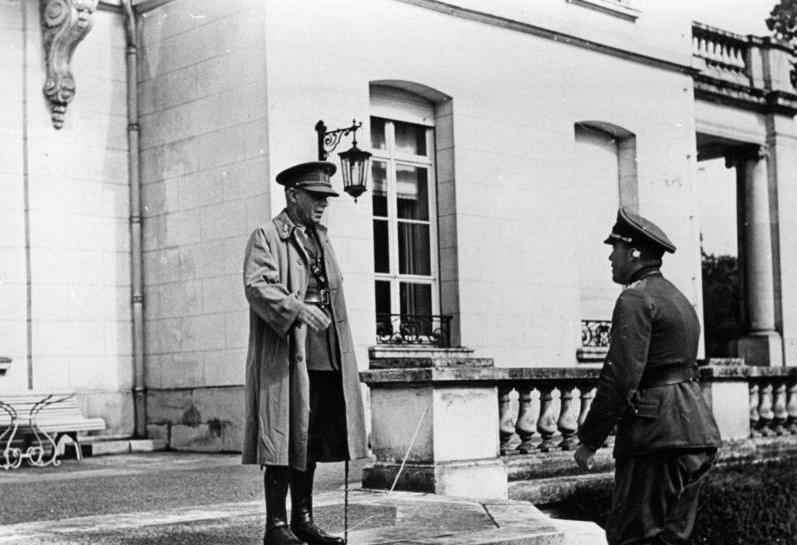
比利时投降谈判

比利时军队从卡赞德向南延伸到利斯河畔的梅嫩，从梅嫩向西延伸到布鲁日，没有任何储备。除了英国皇家空军的几次出击外，空中完全由德国空军控制，比利时人报告称，他们袭击了所有被视为目标的目标，造成了人员伤亡。比利时人和德国军队之间没有任何自然障碍；撤退是不可行的。德国空军摧毁了通往敦刻尔克的大部分铁路网，只剩下三条路：布鲁日-托尔豪特-迪克斯迈德、布鲁日-希斯特尔-尼乌波特和布鲁日-奥斯坦德-尼乌波特。由于德国的制空权（与空中优势相反），使用这样的撤退策略是不可能没有损失的。供水被破坏和切断，天然气和电力供应也被切断。运河被抽干，用作剩余弹药和食品的补给场。剩余的总面积只有1700平方公里，军事和平民都很密集，其中平民约有300万人。在这种情况下，利奥波德国王认为进一步的抵抗毫无用处。5月27日晚，他请求停战。
丘吉尔当天给罗杰·凯耶斯发了一条信息，并明确表示了他对这一请求的看法：
比利时大使馆从国王留下来的决定中认为，他认为战争已经失败，并考虑单独的和平。正是为了与此划清界限，比利时宪政政府在外国领土上重新组建。即使现在的比利时军队不得不放下武器，法国仍有20万适龄比利时人，而且比1914年比利时拥有更多的资源进行反击。根据目前的决定，国王正在分裂国家，并将其交给希特勒保护。请将这些考虑传达给国王，并让他明白盟军和他目前选择的比利时所遭受的灾难性后果。
当晚，皇家海军撤离了位于布鲁日东部米德尔凯尔克和辛特安德里斯的总部。利奥波德三世和他的母亲伊丽莎白女王留在比利时，忍受了五年的自我囚禁。利奥波德在回应其政府关于成立流亡政府的建议时说：“我决定留下来。盟军的事业已经失败了。”比利时投降书于5月28日04:00生效。英法两国相互指责比利时人背叛了盟军。在巴黎，法国总理保罗·雷诺谴责了利奥波德的投降，比利时首相于贝尔·皮埃洛告诉人民，利奥波德是在违背政府一致建议的情况下采取行动的。因此，国王不再能够执政，位于巴黎的比利时流亡政府（后来在法国沦陷后迁至伦敦）将继续斗争。主要的抱怨是，比利时人事先没有发出任何警告，说他们的情况严重到要投降。这种说法在很大程度上是不公正的。盟军已经知道，并于5月25日通过与比利时人的接触私下承认，比利时人正处于崩溃的边缘。
丘吉尔和英国的反应受到了官方的限制。这是由于罗杰·凯耶斯爵士在5月28日上午11:30向内阁提交了比利时防御战的坚定态度。法国和比利时的部长们曾称利奥波德的行为是背信弃义的，但他们不知道真实的事件：利奥波德没有与希特勒签署协议以组建一个合作政府，而是作为比利时武装部队总司令无条件投降。

## 伤亡情况
伤亡报告包括战役中此时的全部损失。1940年5月10日至28日比利时战役的数字无法确定。

### 比利时
比利时伤亡人数为：

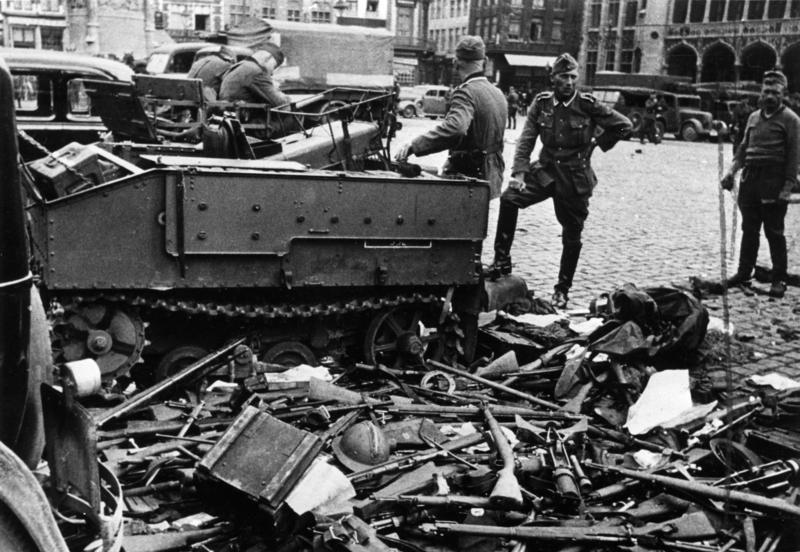
投降协议签署后，德军在布鲁日清点和搬运比军的武器

- 阵亡：6,093，另有2000名比利时战俘在囚禁中死亡
- 失踪：超过500
- 被俘：20,0000
- 受伤：15,850
- 飞机：112架被毁

### 法国
比利时战役中的法军损失人数不详，但在整个西部战役（5月10日至6月22日）中，法国人遭受了以下损失：
- 阵亡人数：90,000。
- 受伤人数：200,000。
- 被俘：1,900,000。
- 5月12日至25日，法国飞机损失总数为264架，5月26日至6月1日为50架。

### 英国
比利时战役的英军损失人数不详，但在整个战役（5月10日至6月22日）中，英国人遭受了以下损失：
- 68,111人阵亡、受伤或被俘。
- 64,000辆汽车被毁或报废。
- 2,472支枪支被销毁或遗弃。

在整个战役（5月10日至6月22日）中，英国皇家空军损失了931架飞机和1526人伤亡。截至5月28日的伤亡情况尚不清楚。5月12日至25日期间，英国在空军的总损失为344架，5月26日至6月1日期间为138架。

### 德国
国防军司令部关于5月10日至6月4日西部行动的综合报告：
- 阵亡：10,232人。
- 失踪：8,463人。
- 受伤：4,2523人。
- 5月10日至6月3日德国空军损失：432架飞机。
- 德国海军损失：无。

### 備註
1. ↑  荷蘭輕歩兵部隊從荷蘭撤退後，對戰役有貢獻。此外荷蘭空軍也進行了一些低效率，損失大的任務。[1]
2. ↑  比利時22個師、法國104個、英國10個、荷蘭8個，共144個師。[2]
3. ↑  比利時1,338門、法國10,700門、英國1,280門、荷蘭656門。[2]
4. ↑  比利時10輛、法國3,063輛、英國310輛、荷蘭1輛。[2]
5. ↑  比利時250架飛機、法國1,368架飛機、英國456架飛機、荷蘭175架飛機。[2]
6. ↑  比利時有6,093人死亡、15,850人受傷、超過500人失踨及有200,000人被俘，當中有2,000人死在戰俘營內。[3][4]英法的損失則未知。[5]
7. ↑  比利時空軍有83架飛機在5月10日在地面被擊毀，[6] 29架則在10至28日的空戰中被擊落，[7] [8]英法的損失則未知。[9]

### 引用
1. ↑  Gunsburg 1992, p. 216.
2. 1 2 3 4 5 6 7 8  Holmes 2005, p. 324.
3. ↑  Keegan 2005, p. 96.
4. ↑  Ellis 1993, p. 255.
5. ↑  Keegan 2005, p. 326.
6. ↑  Hooton 2007, p. 52.
7. ↑  Hooton 2007, p. 49.
8. ↑  Hooton 2007, p. 53.
9. ↑  Hooton 2007, p. 57.
10. 1 2 3  Oberkommando der Wehrmacht 1941，第189頁.
11. ↑  Shirer 1990, p. 729.
12. ↑  Healy 2007, p. 36.
13. ↑  Keegan 2005, pp. 95–96.
14. 1 2 3 4  Bond 1990, p. 8.
15. ↑  Ellis 2009, p. 8.
16. ↑  Bond 1990, p. 9.
17. ↑  Bond 1990, p. 21.
18. ↑  Bond & Taylor 2001, p. 14.
19. ↑  Bond 1990, pp. 9–10.
20. 1 2  Bond 1990, p. 22.
21. ↑  Bond 1990, pp. 22–23.
22. ↑  Bond 1990, p. 24.
23. 1 2  Belgium, Ministère des Affaires Étrangères 1941, p. 2.
24. 1 2 3  Belgium, Ministère des Affaires Étrangères 1941, p. 3.
25. 1 2  Belgium, Ministère des Affaires Étrangères 1941, p. 4.
26. ↑  Belgium, Ministère des Affaires Étrangères 1941, p. 53.
27. ↑  Belgium, Ministère des Affaires Étrangères 1941, pp. 4–5.
28. ↑  Bond 1990, pp. 24–25.
29. ↑  Bond 1990, p. 25.
30. ↑  Bond 1990, p. 28.
31. ↑  Bond 1990, p. 35.
32. 1 2  Bond 1990, p. 36.
33. ↑  Bond 1990, pp. 46–47.
34. ↑  Belgium, Ministère des Affaires Étrangères 1941，第38頁.